# なかのよいこ
なかの よいこ（1975年5月11日 - ）は、日本のお笑い芸人（ピン芸人）である。本名、寺延 杉子（てらのぶ すぎこ）。兵庫県出身。身長156cm、B83cm、W58cm、H85cm。

## 来歴・人物
- 高校卒業後の1994年に上京、アイドルオーディションで応募約1万人の中からファイナリストの6人の中に選ばれる（特技として「甲子園球場にいるオッサンの真似」を披露し、審査員の和田勉から熱烈な支持を得る）。なお、その中には来栖あつこも選ばれ、一緒に歌や芝居の稽古をしていたという[1]。その後、1998年8月に芸人デビュー。芸人として初めてギャラをもらった仕事は、札幌市内のストリップ劇場での幕間のコントで、3か月間休み無しでその劇場に泊まり込みながら出演していた[2]。
- 2001年に進ぬ!電波少年（日本テレビ）の電波少年的15少女漂流記に出演（「（企画でのギスギスした）人間関係に疲れた」との理由でリタイアしたため、8/15のメンバーにはならず）。この時いとうあさこや森三中の黒沢かずこと共演しており、黒沢とは今でも交友が深い。
- かつて劇団ひとりと交際していたことがあり、このことはロンブー龍（日本テレビ）、退屈貴族（フジテレビ）、リチャードホール（フジテレビ）のそれぞれの番組で明らかにしたことがあり、ジャンプ!○○中（フジテレビ）では一番恥ずかしかった仕事として「元彼（=劇団ひとり）との前説」と答えている、劇団ひとりが結婚した際に彼が出演していた番組でVTRで祝辞を述べた（浅野温子の真似で）[3]。その後、ウチくる!?（フジテレビ）でも共演[4]。
- 2011年4月4日 約13年在籍した石井光三オフィスを離れ、フリーへ転向。
- 2012年夏に行われた吉本新喜劇の座員オーディション2012に合格し、新喜劇座員の一員となった[5]。それとともに、所属もよしもとクリエイティブ・エージェンシー大阪となった。

## 芸風
- 酒焼けしたようなしゃがれた声の関西弁で、早口でしゃべり倒すような芸風を持つ。『今週のベスト5』のネタでは、自宅の住所や、自宅や実家の電話番号などを明かすようなことをしたことがあったが、その住所などは実在しないものであった（ただ本人のブログによると、その後引越しをしたとのことである）。
- この他、ボディコンにジュリ扇というお立ち台ギャルに扮した姿で、頭の上で自分でミラーボールを吊り下げてネタを演じるというものなどがある。
- 浅野温子などの、物真似のレパートリーがある。

## 出演

### テレビ
- 雷波少年（日本テレビ、2000年）

『雷波少年系ミラクルラブ&ホラーin日光江戸村』でガイドの“和天使”を務める
- 進ぬ!電波少年（日本テレビ、2001年）『電波少年的15少女漂流記』
- 電波少年的放送局（CS日本）
- 桂芸能社（TBSテレビ）
- 退屈貴族（フジテレビ）
- リチャードホール（フジテレビ）

劇団ひとりの元彼女として出演
- 今夜もドル箱（テレビ東京）
- マラソン シーズン2（テレビ神奈川、2007年）

同じ事務所の後輩の女性お笑いコンビ、おふくろの味と3人で『石井光三オフィスチーム』で出場
- 臨時発売!さんまのまんま大全集（2007年、関西テレビ - 8月19日、フジテレビ - 8月27日 他）
- ジャンプ!○○中（フジテレビ、2007年10月17日）
- ぐるぐるナインティナイン（日本テレビ、2008年3月21日）

おもしろ荘のコーナーの中で『やば荘』の方で出演。一人だけ芸を演じることが出来るというくじ引きの結果なかのが選ばれ、おばちゃんの芸を演じた。
- とんねるずのみなさんのおかげでした・博士と助手〜細かすぎて伝わらないモノマネ選手権〜（フジテレビ、2008年3月27日）

第12回に出場、『ドラマで魅せる浅野温子独特のタメ・「ありがとう」編、「怖いの」編、「平気よ」編』を演じ、宇都宮まき、小出真保（麦芽）と一緒に『ただ見てみたい!』に選ばれた。
- あらびき団（TBSテレビ、2008年12月3日）
- キミハブレイク（TBSテレビ、2008年12月9日）

『THE MONOMANE』役者部門で浅野温子の物真似を演じ、優勝者に選ばれた。
- ものまねグランプリ（日本テレビ、2009年5月3日）
- ウチくる!?（フジテレビ、2010年11月7日）

劇団ひとりの元彼女として出演。
- とんねるずのみなさんのおかげでした・細かすぎて伝わらないモノマネ選手権（フジテレビ、2010年12月23日）
- おしゃれイズム（日本テレビ、2011年11月20日）

メインゲストの浅野温子本人の前で物真似を披露した後、土下座して謝罪。浅野は苦笑しながら「いいんじゃないですか」と感想を述べた。
- 痛快!明石家電視台（MBS、2014年9月1日）吉本新喜劇55周年!メンバー20人大集合SP

学生時代からファンである明石家さんまの前で私物のグッズなどを見せた。

### その他
- フリートーカー・ジャック!（RFラジオ日本、2007年）
- フリートーカー・バトル（RFラジオ日本　2007年）
- R-1ぐらんぷり（2011年）三回戦進出
- 木梨サイクル とんねるず木梨憲武のブログで紹介